# Filippa Gojo

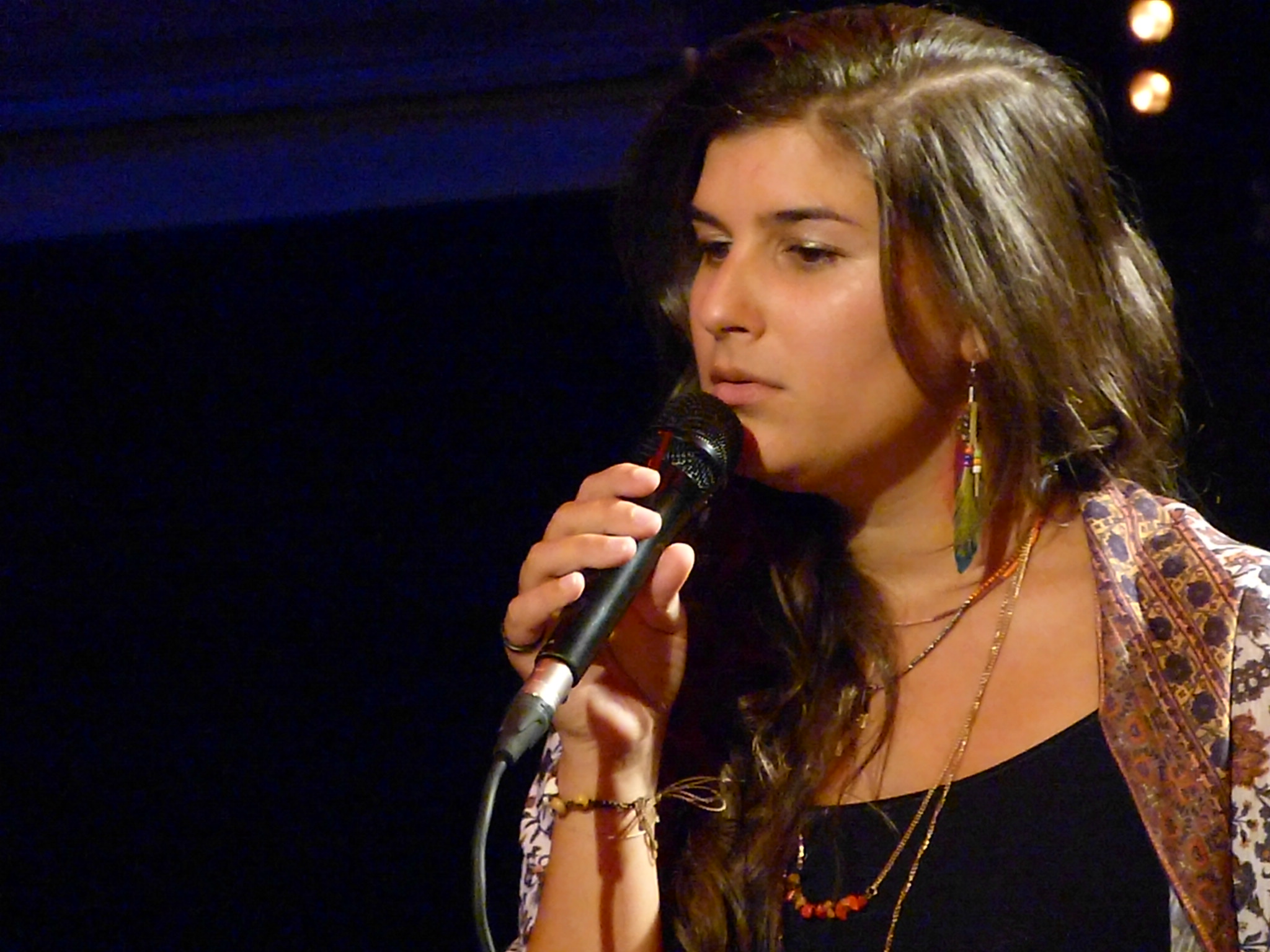
Filippa Gojo (2015 beim Konzert der Gender Balance Band im ARTheater Köln)

Filippa Gojo (* 4. September 1988 in Bregenz) ist eine österreichische Jazzsängerin.

## Leben und Wirken
Gojo erhielt ab 1992 an der Musikschule Bregenz Unterricht, zunächst in Form von
musikalischer Früherziehung und Kinderchor. Ab 1995 erhielt sie Klavierunterricht und ab 1998 auch Gesangsunterricht. Hinzu kam eine Ausbildung am Jazzseminar Dornbirn. Seit 2003 trat sie mit Bands im Bodenseeraum auf. 2007 begann sie das Studium an der Musikhochschule Köln bei Anette von Eichel und Susanne Schneider, wobei sie 2010/2011 ein Auslandssemester am Conservatorium van Amsterdam verbrachte. Von 2012 bis 2014 schloss sich ein Masterstudium in Köln bei Roger Hanschel an. Hinzu kamen Workshops bei Sidsel Endresen, Jay Clayton, Norma Winstone und Brad Mehldau.
2008 und 2009 gehörte sie als Sängerin dem JugendJazzOrchester NRW an, mit dem sie auch in China tourte. 2009 gründete sie das Filippa Gojo Quartett, mit dem sie zahlreiche Konzerte spielte und bei Bingen  swingt, dem Göttinger  Jazzfestival, dem Kemptener Jazzfrühling und Jazz und Mee(h)r auftrat. Mit der Gruppe The Willit Blend war sie 2011 in Südostasien unterwegs. 2013 trat sie mit Bodek Janke und dem Global Dance Kulture XL mit der WDR Big Band Köln auf. Seit demselben Jahr gab sie auch Solokonzerte. Auch bildeten sie und Tamara Lukasheva 2015 die Gender Balance Band mit Reza Askari und Dierk Peters. Sie ist auch auf Alben von Hannah Köpf, Caroline Thon, Anette Maiburg, Maxime Bender, Christine Corvisier, Matthias Schriefl, Georg Breinschmid (Breinländ) und dem Jazzchor Freiburg zu hören.
2012–2014 leitete sie das Vokalensemble der Musikhochschule Köln.
Von 2016 bis 2023 war Filippa Gojo Dozentin für Jazz- und Popgesang an der Hochschule für Musik in Freiburg.
Seit 2023 ist sie Professorin für Jazz-Gesang an Hochschule für Musik in Nürnberg.

## Preise und Auszeichnungen

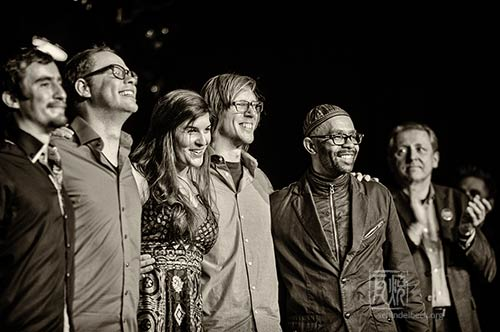
Filippa Gojo (3. von links) mit ihrem Quartett, Kenny Garrett (2. von rechts) und Peter Kurz (rechts): Verleihung des Neuen Deutschen Jazzpreises 2015

Als Schülerin gewann Gojo den Bundeswettbewerb Prima la musica. 2014 erhielt sie das Horst und Gretl Will Stipendium der Stadt Köln für Jazz und improvisierte Musik. 2015 errang sie mit ihrem Quartett den Ersten Platz beim Neuen  Deutschen  Jazzpreis und auch den Solistenpreis.

## Diskographische Hinweise
- Filippa Gojo Quartet Nahaufnahme (AJazz 2013, mit Sebastian Scobel, David Andres, Lukas Meile)[4]
- vertraum (AJazz 2015, Solo)[5]
- Filippa Gojo & Sven Decker Daheim (Green Deer Music 2016)
- Seesucht (Jazzhaus 2017, mit Sebastian Scobel, David Andres, Lukas Meile)[6]
- phase::vier Balkongeflüster (Klaeng Records 2017, mit Zuzana Leharová, Svenja Doeinck, Elisabeth Coudoux, sowie Antoine Duijkers)